# Bror Modigh
Bror Oskar Andreas Modigh, född 10 februari 1891 i Köping, död där 22 februari 1956, var en svensk idrottsman (långdistanslöpare). Han tävlade för Köpings IS.
Modigh vann SM-guld på 10 000 m år 1913.
Han var gift med Ebba Hildegard Modigh (1897–1979).